# Ambassade du Canada en Lettonie
L'ambassade du Canada en Lettonie est la représentation diplomatique du Canada et Lettonie.

## Mission
Cette ambassade est responsable du relations entre le Canada et Lettonie.
- Ambassade à Riga : 20/22, rue Baznicas, 6e étage

## Histoire
Le 26 août 1991, le Canada annonce l'établissement de relations diplomatiques avec la Lettonie. Au départ, l'ambassadeur de Suède est accrédité en Lettonie et en Lituanie et l'ambassadeur de Finlande est accrédité en Estonie. Les trois pays baltes ont ensuite leur propre ambassadeur.

## Ambassadeurs
Cette représentation diplomatique canadienne est dirigée par un chef de mission qui porte le titre d'ambassadeur extraordinaire et plénipotentiaire.
| #   | Nom                 | Titre | Nomination        | Lettres de créance | Fin de l'affectation |
| --- | ------------------- | ----- | ----------------- | ------------------ | -------------------- |
| 1er | Michael B. Phillips | AEP   | 5 septembre 1991  | 11 octobre 1991    | -                    |
| 2e  | William L. Clarke   | AEP   | 26 septembre 1995 | 31 octobre 1995    | 1er juillet 1999     |
| 3e  | Peter McKellar      | AEP   | 10 juin 1999      | 14 septembre 1999  | 18 juillet 2002      |
| 4e  | Robert Andrigo      | AEP   | 2 juillet 2002    | 24 septembre 2002  | 12 août 2005         |
| 5e  | Claire Poulin       | AEP   | 21 juin 2005      | 30 août 2005       | 2008                 |
| 6e  | Scott Heatherington | AEP   | 22 juillet 2008   | -                  | 6 janvier 2012       |
| 7e  | John Morrison       | AEP   | 15 décembre 2011  | 31 janvier 2012    | 3 septembre 2014     |
| 8e  | Alain Hausser       | AEP   | 8 janvier 2015    | 17 février 2015    | 1er août 2018        |
| 9e  | Kevin Rex           | AEP   | 4 septembre 2018  | 2 octobre 2018     | -                    |